# Franciszek Szelągowski

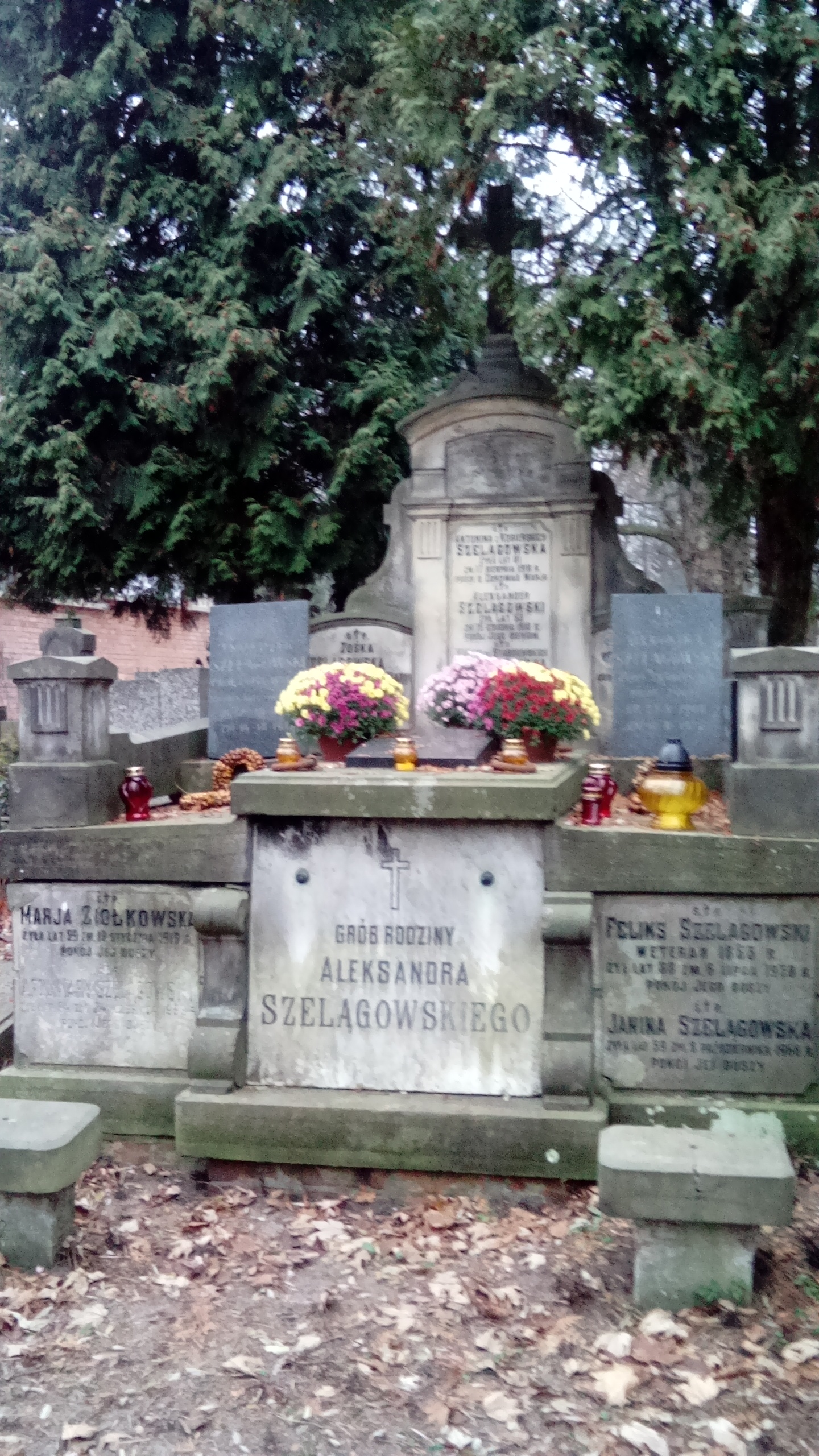
Grób Franciszka Szelągowskiego na cmentarzu Powązkowskim

Franciszek Ksawery Szelągowski (ur. 2 grudnia 1898, zm. 14 lipca 1973 w Warszawie) – polski inżynier mostownictwa, prof. zw. dr. hab. inż. Politechniki Warszawskiej.

## Życiorys
W 1924 ukończył studia na Wydziale Inżynieryjnym Politechniki Warszawskiej, podczas studiów (od 1921) był asystentem w Laboratorium Wytrzymałości Tworzyw. Po rocznym stypendium udzielonym przez rząd Francji został asystentem profesora Andrzeja Pszenickiego, w 1927 obronił pracę doktorską. W 1930 został adiunktem w Katedrze Budowy Mostów. 
Był wybitnym specjalistą w zakresie budowy dużych konstrukcji mostowych ze stali. Po 1945 pracował w wydziale mostów Departamentu Budowy i Utrzymania Kolei Ministerstwa Komunikacji. Według jego projektu wybudowano i odbudowano ok. pięćdziesiąt konstrukcji mostowych m.in. most drogowo-kolejowy w Grudziądzu, most kolejowy przy Cytadeli w Warszawie, most średnicowy w Warszawie i most drogowy w Górze Kalwarii. Był prekursorem zastosowania spawalnictwa w konstrukcjach mostowych. 
Od 1952 był członkiem korespondencyjnym, a od 1961 członkiem rzeczywistym PAN. Pozostawił po sobie liczne prace dotyczące konstrukcji metalowych, teorii sprężystości i wytrzymałości materiałów. 
22 czerwca 1949 na wniosek ministra komunikacji za zasługi położone w pracy zawodowej odznaczony Krzyżem Oficerskim Orderu Odrodzenia Polski.
Został pochowany na cmentarzu Powązkowskim (kwatera I-9-15/16).